# لاکهید ای‌پی-۳سی اوریون
لاکهید ای‌پی-۳سی اوریون (به انگلیسی: Lockheed AP-3C Orion) یک هواگرد ساختِ کارخانهٔ لاکهید کورپوریشن در کشور ایالات متحده آمریکا و استرالیا است. نخستین استفاده‌کنندهٔ این هواگرد نیروی هوایی سلطنتی استرالیا بوده‌است. این هواگرد برای نخستین بار در ۱۹ مه ۱۹۹۹ میلادی مورد استفاده قرار گرفت.

## تاریخچه رویارویی با نیروهای نظامی ایران
به گزارش فاکس نیوز در تاریخ دهم سپتامبر ۲۰۱۶ یک فروند هواپیمای تجسسی ای‌پی-۳سی اوریون که در حال گشت زنی در ۱۳ مایلی آب‌های سرزمینی ایران در خلیج فارس بوده‌است، از سوی نیروی‌های مسلح ایران هشدار دریافت می نماید. به گفته مقامات نظامی آمریکا علت پرواز هواپیمای نامبرده در این محدوده، آزمایش سطح تحریک پذیری نیروهای ایرانی و عملکرد آن‌ها به لحاظ ایمنی و حرفه‌ای بوده‌است.